# Las Matas de Farfán
Las Matas de Farfán – miasto i gmina na Dominikanie, położone w zachodniej części prowincji San Juan. 

## Opis
Miasto założone 1998 roku, obecnie zajmuje powierzchnię 636,64 km² i liczy 23 161 mieszkańców 1 grudnia 2010.